# 塞尔纳利亚-德拉巴塔利亚
塞尔纳利亚-德拉巴塔利亚（義大利語：Sernaglia della Battaglia），是意大利威尼托大区特雷维索省的一个市镇。总面积20平方公里，人口6381人，人口密度319.1人/平方公里（2009年）。国家统计（ISTAT）代码为026080。